# Черкаси
Черкаси (на украински: Черкаси) е град от около 277 944 жители (2018) в Централна Украйна. До 2020 г. градът е самостоятелна административна единица, от 2020 г. е административен център на Черкаски район.
Разположен е на десния бряг на река Днепър, край горната част на язовир „Кременчуг“, около 160 км югоизточно от Киев, столицата на Украйна. Железопътната линия между Москва и Одеса минава през Черкаси.

## Население
Изменение числеността на населението на Черкаси:
- 1897 – 29 600;
- 1910 – 39 600;
- 1926 – 39 500;
- 1939 – 51 600;
- 1959 – 85 000;
- 1970 – 158 000;
- 1977 – 229 000;
- 1984 – 267 000;
- 2005 – 293 300;
- 2018 – 277 944.

## Образование
В днешно време в града се намират:
- 8 професионални технически училища, 1 от които е висше художествено
- 8 техникума и колежа:
  - Черкаски държавен бизнес-колеж
  - Черкаски политехнически техникум
  - Черкаски медицински колеж
  - Колеж поа банково дело
  - Берегиня, колегиум
  - Колеж по икономика и управление
  - Черкаски кооперативен икономико-правен колеж
  - Черкаски търговски техникум
- 7 института:
  - Черкаски институт по банково дело на Националната банка на Украйна
  - Черкаски филиал на Волинския институт по икономика и мениджмънт
  - Областен институт по следдипломно образование за педагогически работници
  - Институт за преподготовка на кадри
  - Межстопански учебен център по управление на селското стопанство
  - Черкаски институт по пожарна безопасност „Героите на Чернобил“
- 6 университета:
  - Източноевропейски университет по икономика и мениджмънт
  - Черкаски държавен технологически университет
  - Черкаски национален университет „Б. Хмелницки“
  - Университет по съвременни знания
  - Черкаски филиал на Харковския национален университет „В. Н. Каразин“
  - Черкаски филиал на Националния аерокосмически университет (ХАИ)
  - Европейски университет по финанси, информационни системи, мениджмънт и бизнес
- 2 академии:
  - Черкаски филиал на Одеската национална юридическа академия
  - Черкаско-днепърска академия на науките

## Медии
В града се издават:
- вестник „Акцент“
- вестник „Прес-Център“
- вестник „Вечерни Черкаси“
- вестник „Весела переменка“
- вестник „Уют“
- вестник „Губернские ведомости“
- вестник „Деловая Черкащина“
- вестник „Новини Тижня“
- вестник „Екстра прес“
- областен обществено-политически вестник „Мисто“
- вестник „Молод Черкащини“
- вестник „Нова Доба“
- вестник „Ринок Черкаси“
- обществено-политически вестник „Земля Черкаска“
- вестник „Черкаский край“
- вестник „Черкаска Вежа“

## Побратимени градове
Черкаси е побратимен град или партньор с:
- Санта Роза, САЩ
- Бидгошч, Полша
- Перм, Русия
- Сомбор, Сърбия
- Сумгаит, Азербайджан
- Шатораляуйхел, Унгария
- Хрудим, Чехия
- Тираспол, Приднестровие
- Цзилин, Китай (Гирин)